# Nonea rossica
Nonea rossica är en strävbladig växtart som beskrevs av Christian von Steven. Nonea rossica ingår i släktet nonneor, och familjen strävbladiga växter. Inga underarter finns listade i Catalogue of Life.

## Bildgalleri

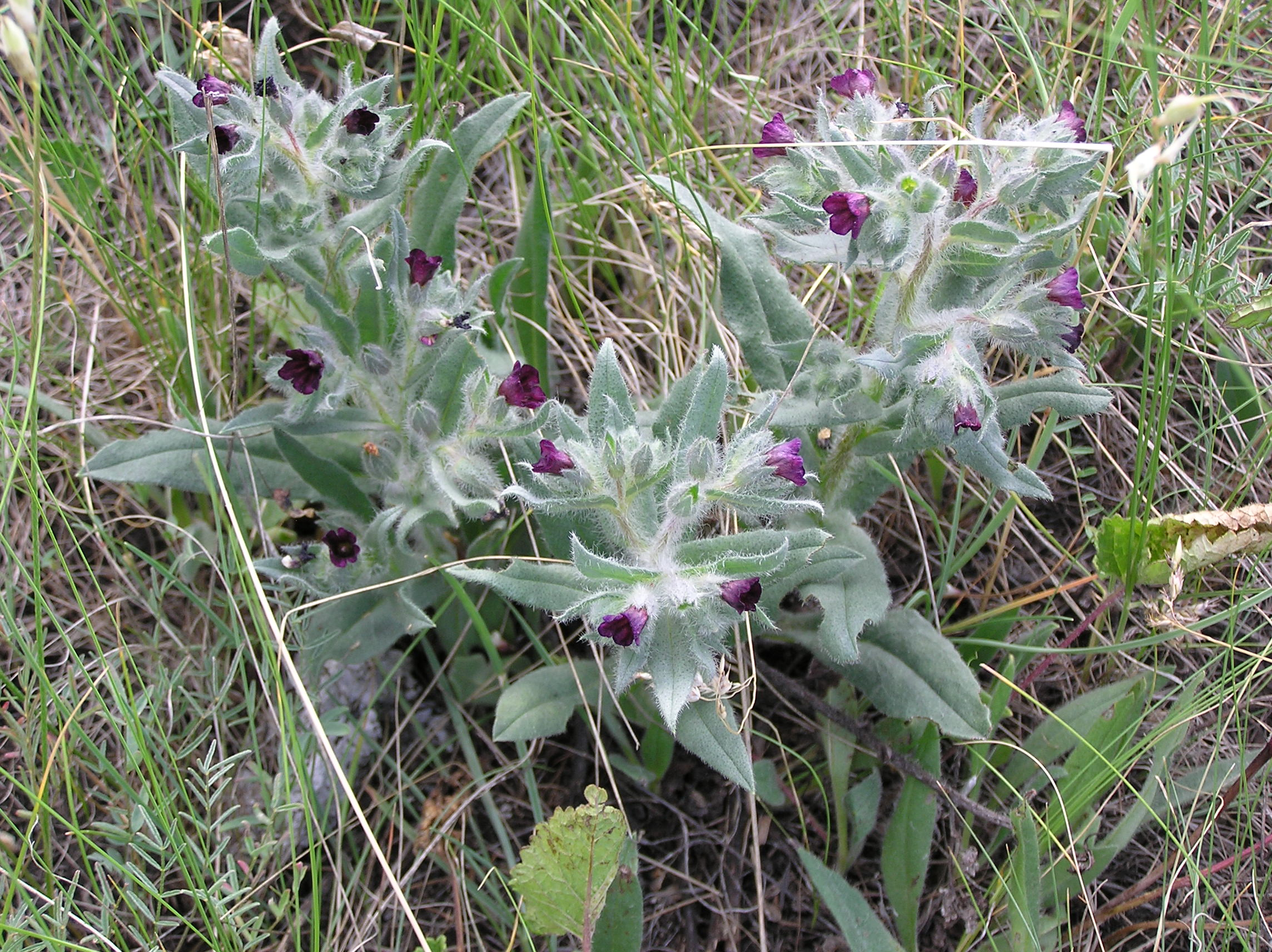
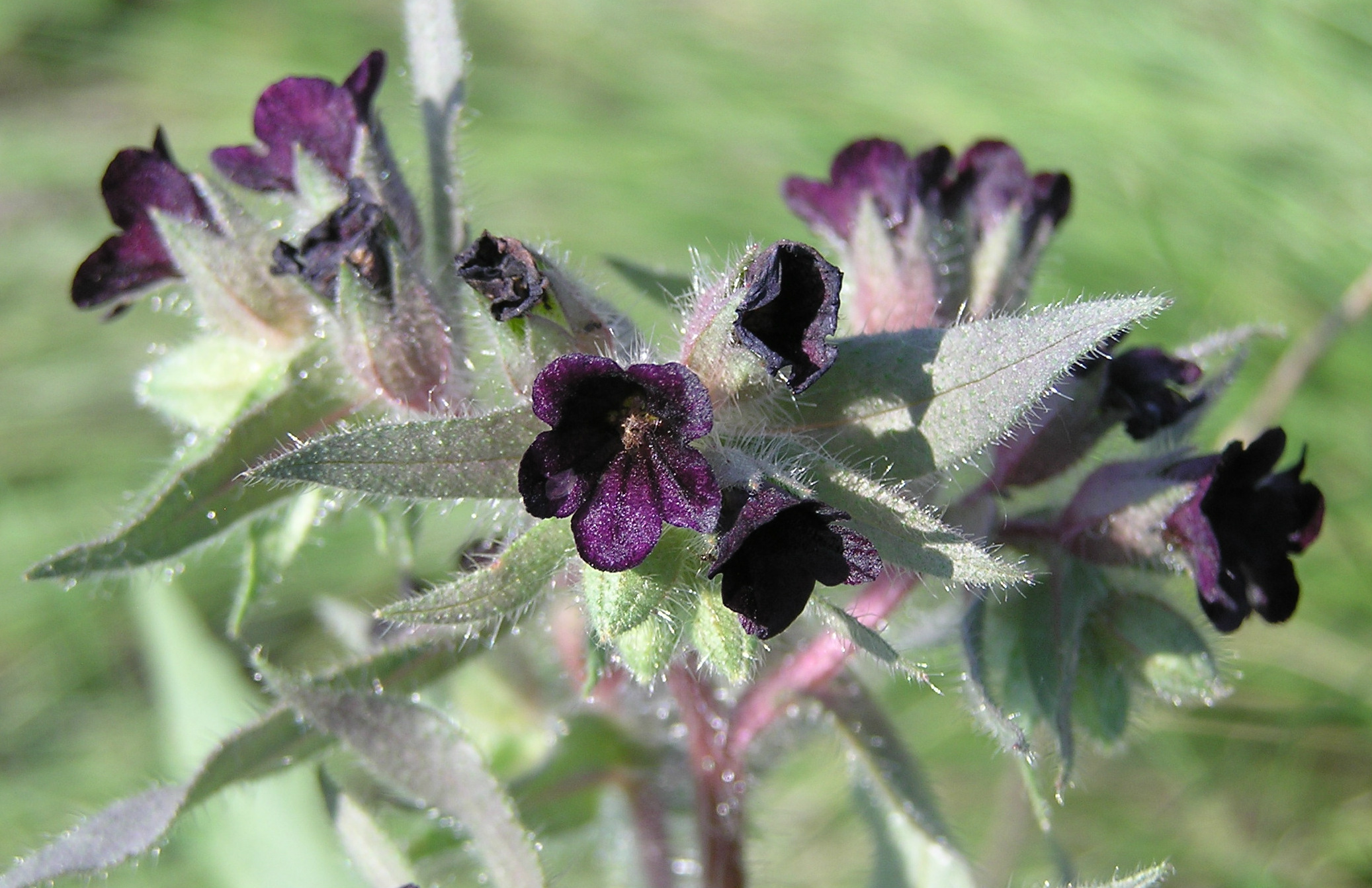
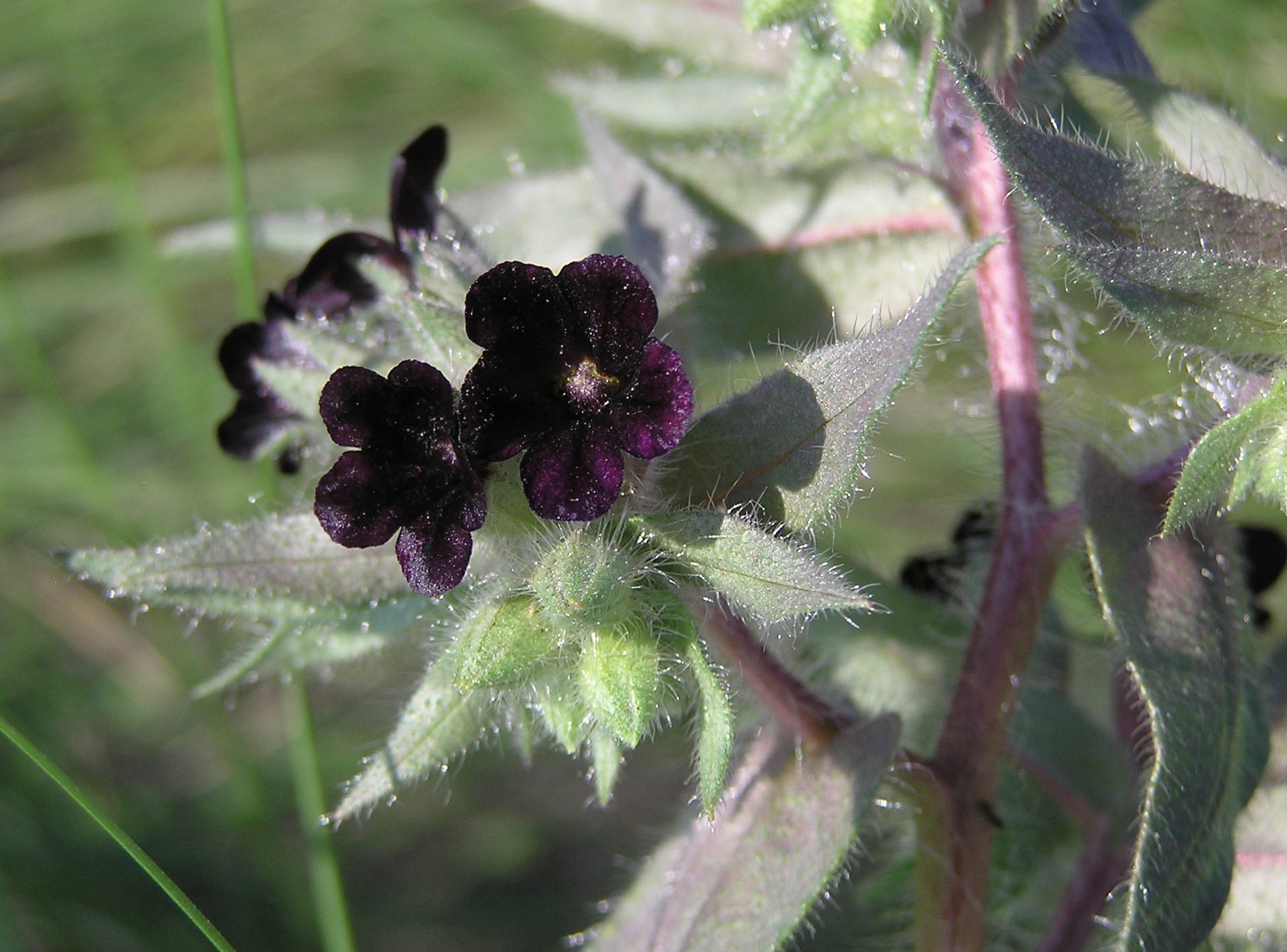
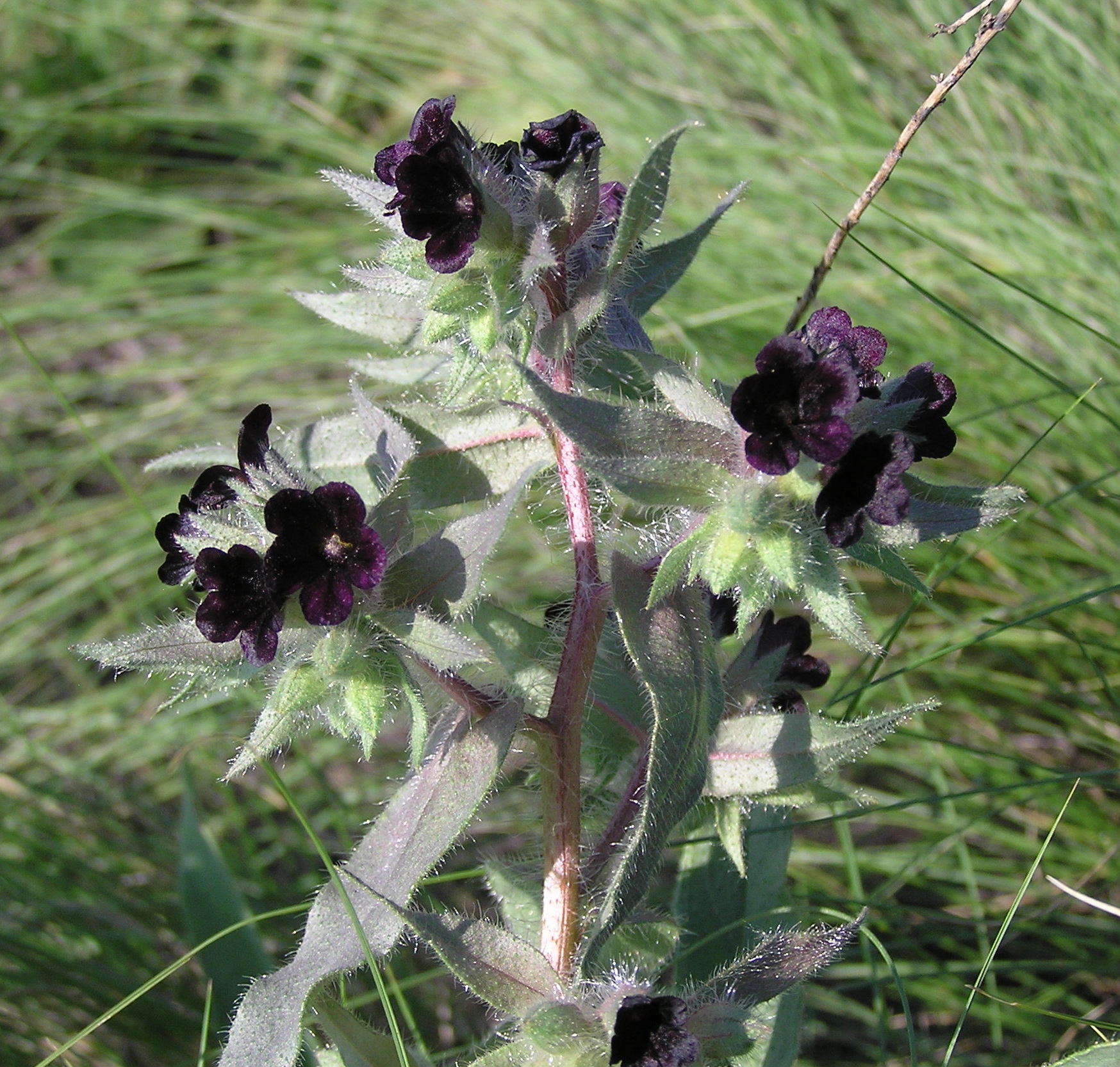